# Daniel Sjölund
Daniel Sjölund (Finström, 22 de abril de 1983) é um futebolista finlandês que jogou pelo Djurgårdens IF Fotboll no Campeonato Sueco de Futebol. Atualmente está no IFK Norrköping.